# Li Yunqi
Li Yunqi (chiń. 李昀琦; pinyin Lǐ Yúnqí; ur. 28 sierpnia 1993 w Hunan) – chiński pływak specjalizujący się w stylu dowolnym, brązowy medalista igrzysk olimpijskich i mistrzostw świata w sztafecie.
Największym sportowym osiągnięciem zawodnika jest zdobycie brązowego medalu w 2012 roku podczas igrzysk olimpijskich w Londynie w sztafecie 4 × 200 m stylem dowolnym.
Startując na mistrzostwach świata Chińczyk w 2011 roku wywalczył brązowy medal w Szanghaju w sztafecie 4 × 200 m stylem dowolnym. W tej samej konkurencji rok wcześniej zdobył złoty medal igrzysk azjatyckich w Kantonie.